# William Gerhardie
William Alexander Gerhardie, född 21 november 1895, död 15 juli 1977, var en brittisk författare.
Bland Gerhardies romaner märks Futility (1922, svensk översättning "Låt gå" 1930), The polyglots (1925), Jazz and jasper (1928) och Pending heaven (1930). 1923 utgav Gerhardie en kritisk studie över Anton Tjechov. 1931 utkom hans Autobiography of a polyglot.